# 共線 (道路)

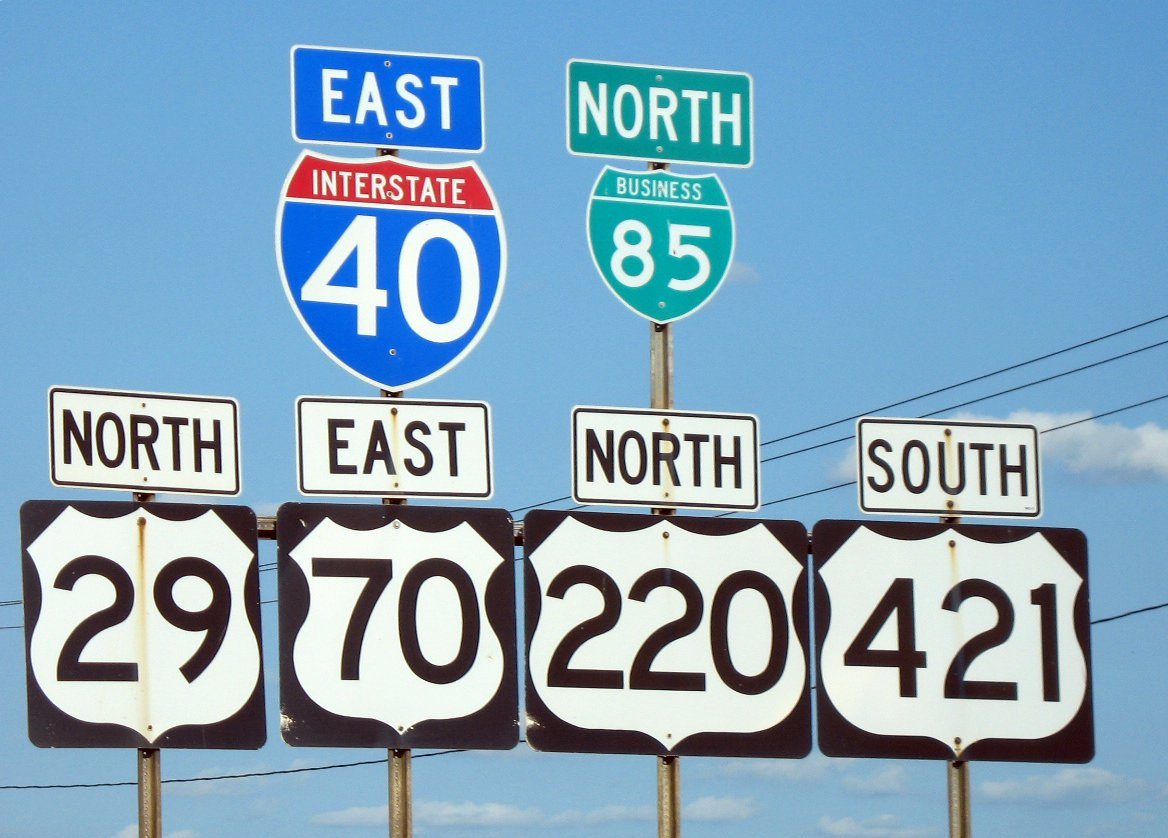
位於美國北卡羅萊納州格林斯伯勒的公路牌。照片中可見該公路與40號州際公路、85號州際公路商業線、29號美國國道、70號美國國道、220號美國國道、421號美國國道共線。220號美國國道與421號美國國道自2008年起不再與該公路共線。

共線是指兩條或多條不同公路或高速公路的道路編號共用於同一條實體道路設施。在允許共線的國家中，共線可以十分常見。當多條路線需要穿越一座山或通過主要城市時，使用共線在經濟和實用方面會有優勢。
共線為一條實體公路具有超過一組的公路編號。路權不一定是共享。
- 重疊（overlap）：兩條公路上下分離。
- 重合（coincidence）：兩條公路平行，共用路基，無實體護欄分隔。
- 雙合（duplex）：兩條公路共用路權。
- 多重（multiplex）：多條公路共用路權。